# Bölestjärnen (Nordmalings socken, Ångermanland, 707500-167069)
Bölestjärnen är en sjö i Nordmalings kommun i Ångermanland och ingår i Leduåns huvudavrinningsområde.